# لانس هاريس
لانس هاريس (بالإنجليزية: Lance Harris)‏ هو فلاح وشخصية أعمال وسياسي أمريكي، ولد في 11 يونيو 1961 ببينيفيلي في الولايات المتحدة. حزبياً، نشط في الحزب الجمهوري. وقد انتخب عضو مجلس نواب لويزيانا.